# Гороховище (Палкінський район)
Гороховище (рос. Гороховище) — присілок в Палкінському районі Псковської області Російської Федерації.
Населення становить 9 осіб. Входить до складу муніципального утворення Палкінська волость.

## Історія
Від 2015 року входить до складу муніципального утворення Палкінська волость.

## Населення
| 2001 | 2002 | 2010 | 2012 | 2016 |
| ---- | ---- | ---- | ---- | ---- |
| 19   | ↗20  | ↘7   | ↗15  | ↘9   |